# Рамі Бенсебаїні
Рамі́ Бенсебаїні́ (араб. رامي بن سبعيني, 16 квітня 1995, Константіна) — алжирський футболіст, який грає за дортмундську «Боруссію». Грає здебільшого центрального захисника, але може виступати як лівим захисником, так й опорним півзахисником.
Гравець національної збірної Алжиру, у складі якої — володар Кубка африканських націй 2019 року.

## Клубна кар'єра
Бенсебаїні почав свою кар'єру в місцевому клубі «Параду», приєднавшись до його молодіжної команди в 2008 році і дебютувавши в першій команді у 2013 році. Влітку 2013 року Бенсебаїні відправся на перегляд в «Порту», а пізніше був переданий двотижневе випробування у клубі англійської Прем'єр-Ліги «Арсенал», в ході якого зіграв у двох товариських матчах команди до 21 року проти «Лутон Тауна» і «Колчестер Юнайтеда».
У червні 2014 року Бенсебаїні на правах оренди на один сезон перейшов в клуб бельгійської Про Ліги «Льєрс». Він дебютував у команді 3 серпня в матчі чемпіонату проти «Брюгге», вийшовши на 92-й хвилині на заміну замість Вандерсона. Рамі провів 23 матчі в ході сезону, забивши 1 гол, але не зміг допомогти «Льєрсу» уникнути вильоту.
У червні 2015 року Бенсебаїні ще раз був відданий в оренд, цього разу у французький клуб «Монпельє» на сезон 2015-16.
5 липня 2016 року підписав 4-річний контракт з клубом «Ренн».
14 серпня 2019 новоспечений чемпіон Африки Бенсебаїні перейшов до німецької «Боруссії» (Менхенгладбах) за 8 мільйонів євро.

## Міжнародна кар'єра
19 липня 2015 року Бенсебаїні дебютував за збірну Алжиру до 23 років у відбірковому матчі до молодіжного Кубку африканських націй 2015 року проти Сьєрра-Леоне.
У листопаді 2015 року Бенсебаїні був викликаний до національної збірної Алжиру на відбіркові матчі до чемпіонату світу 2018 року проти Танзанії, але на поле не вийшов. Наступного року все ж дебютував у складі національної команди, а ще за рік був учасником Кубка африканських націй 2017.
2019 року поїхав на свій другий Кубок африканських націй, на якому виходив на поле у п'яти із семи матчів своєї команди, яка за результатами турніру завоювала другий в її історії титул чемпіона Африки.

## Статистика виступів

### Статистика клубних виступів
Станом на 10 червня 2023 року
| Сезон                                | Команда                              | Чемпіонат                            | Чемпіонат | Чемпіонат | Національний кубок | Національний кубок | Національний кубок | Континентальні кубки | Континентальні кубки | Континентальні кубки | Інші змагання | Інші змагання | Інші змагання | Усього | Усього |
| Сезон                                | Команда                              | Ліга                                 | Ігор      | Голів     | Ліга               | Ігор               | Голів              | Ліга                 | Ігор                 | Голів                | Ліга          | Ігор          | Голів         | Ігор   | Голів  |
| ------------------------------------ | ------------------------------------ | ------------------------------------ | --------- | --------- | ------------------ | ------------------ | ------------------ | -------------------- | -------------------- | -------------------- | ------------- | ------------- | ------------- | ------ | ------ |
| 2014–15                              | «Льєрс»                              | ЖПЛ                                  | 23        | 1         | КБ                 | 6                  | 1                  | -                    | -                    | -                    | -             | -             | -             | 29     | 2      |
| 2015–16                              | «Монпельє»                           | Л1                                   | 22        | 2         | КФ+КФЛ             | 2+1                | 0                  | -                    | -                    | -                    | -             | -             | -             | 25     | 2      |
| 2016–17                              | «Ренн»                               | Л1                                   | 25        | 0         | КФ+КФЛ             | 0+1                | 0                  | -                    | -                    | -                    | -             | -             | -             | 26     | 0      |
| 2017–18                              | «Ренн»                               | Л1                                   | 29        | 0         | КФ+КФЛ             | 1+3                | 0                  | -                    | -                    | -                    | -             | -             | -             | 33     | 0      |
| 2018–19                              | «Ренн»                               | Л1                                   | 25        | 1         | КФ+КФЛ             | 4+1                | 1+0                | ЛЄ                   | 9                    | 1                    | -             | -             | -             | 39     | 3      |
| Усього за «Ренн»                     | Усього за «Ренн»                     | Усього за «Ренн»                     | 79        | 1         |                    | 10                 | 1                  |                      | 9                    | 1                    |               | 0             | 0             | 98     | 3      |
| 2019–20                              | «Боруссія» (Менхенгладбах)           | БЛ                                   | 19        | 5         | КН                 | 1                  | 0                  | ЛЄ                   | 6                    | 0                    | -             | -             | -             | 26     | 5      |
| 2020–21                              | «Боруссія» (Менхенгладбах)           | БЛ                                   | 25        | 4         | КН                 | 3                  | 1                  | ЛЧ                   | 5                    | 2                    | -             | -             | -             | 33     | 7      |
| 2021–22                              | «Боруссія» (Менхенгладбах)           | БЛ                                   | 23        | 4         | КН                 | 1                  | 2                  | -                    | -                    | -                    | -             | -             | -             | 24     | 6      |
| 2022–23                              | «Боруссія» (Менхенгладбах)           | БЛ                                   | 28        | 6         | КН                 | 2                  | 1                  | -                    | -                    | -                    | -             | -             | -             | 30     | 7      |
| Усього за «Боруссію» (Менхенгладбах) | Усього за «Боруссію» (Менхенгладбах) | Усього за «Боруссію» (Менхенгладбах) | 95        | 19        |                    | 7                  | 4                  |                      | 11                   | 2                    |               | 0             | 0             | 113    | 25     |
| Усього за кар'єру                    | Усього за кар'єру                    | Усього за кар'єру                    | 219       | 21        |                    | 27                 | 6                  |                      | 13                   | 3                    |               | 0             | 0             | 265    | 31     |

## Титули і досягнення
- Володар Кубка африканських націй (1):

 Алжир: 2019
- Володар Кубка Франції (1):

«Ренн»: 2018-19